# Сулевкент (Дахадаевский район)
Сулевкент — упразднённое село в Дахадаевском районе Дагестана. На момент упразднения входило в состав Кубачинского поссовета. Исключено из учётных данных в 1975 году.

## География
Сулевкент, находился в 2 км юго-восточнее села Кубачи, у южного подножия горы Хъайдешла муда, на берегу река Кинтуракотты — приток реки Дживус.

## Этимология
О происхождении названия «Сулевкент» не существует единого мнения. Имеются две версии:
- Согласно первой версии, название «Сулевкент» происходит от выражения «Сун эк хъалла ще» (с куб. — «одиноких шести домов селение»). Оно связано с преданием, согласно которому изначально село образовалось из шести домов, а позже постепенно образовалось большое селение.
- По второй версии, выдвинутой археологом и историком Мисриханом Маммаевым, название это, скорее всего, тюркского происхождения, как и наименование Кубачи, и образовано от слова su-laq, где первая часть su означает «вода», а суффикс -laq обозначает наличие или полноту того, что указано основой. Sulaq — значит «полноводный» (ср.: sulak с тур. — «водянистый, влажный; место, обильное водой»). Название селения Сулече, Сулекала ще, можно этимологизировать как «селение у воды», «селение у полноводной (большой) реки»[2].

## История
По кубачинским преданиям, Сулевкент считается отселком кубачинцев, когда-то переселившихся на место расположения этого селения, чтобы наладить работу водяных мельниц. Сулевкент, наряду с Кубачи, Амузги, Шири, Ашты и другими, входил в состав Зирихгерана.
Впервые село Сулевкент упоминается Д. И. Тихоновым в 1796 году как «Сулелькент». Однако Е. М. Шиллинг считал, что упоминаемые Абу Хамидом аль-Гарнати (XII век) в своем сообщении два населённых пункта Зирихгеранов — это Кубачи и Сулевкент.
Согласно Е. И. Козубскому, в 1895 году в Сулевкенте насчитывалось 68 домов, всего в селении проживало 573 человека. В 1944 году жители села были насильно переселены в ЧИАССР, в Шурагатский район. Их поселили в село Майртуп, вместо депортированных чеченцев. Селу дали название Сулебкент. В архивных документах указывается, что всего из Сулевкента в Шурагатский район было переселено 122 хозяйства.
В 1956 году были реабилитированы репрессированные народы, в результате чего чеченцы начали возвращаться в свои сёла. Сулевкентцы вынуждены были вернуться в Дагестан. Так как за двенадцать лет их старые дома пришли в негодность, они в 1957 году образовали новое село Сулевкент на территории Хасавюртовского района Дагестана, где проживают и по сей день. Часть сулевкентцев поселилась в Мамедкале.
В 1958 году порядка 50 хозяйств вернулось в старое село. Официально исключено из учётных данных указом ПВС ДАССР от 24.09.1975 г.

## Эпиграфические памятники
Ислам в Сулевкенте утвердился в средневековье, параллельно с аулом Кубачи. Здесь найдены древние арабоязычные мусульманские надписи. Кроме них на одном из памятников написано: «Обладатель этого Лаказ б. Сулайман. 666 год хиджры (прим. 1267—1268 года по григ. календарю)». Также в мечети есть надпись, датируемая 1780 годом: «Построена эта мечеть в 1194 году хиджры. Сделал этот камень Хасан ибн 'Аджи, а написал буквы Кади Мухаммад, знатный ураринец. Этот мир бренный, загробная жизнь вечна! Аллах. Мухаммад. Абу Бакр. Умар».

## Население
| 1895 | 1908 | 1926 | 1939 |
| ---- | ---- | ---- | ---- |
| 573  | ↗618 | ↘569 | ↗752 |

По данным Всесоюзной переписи населения 1926 года, в национальной структуре населения кубачинцы составляли 100 %

## Керамика
Сулевкент был одним из центров древнего керамического производства Дагестана. Ещё с эпохи раннего средневековья (с X в.) в Сулевкенте производилась хозяйственно-бытовая посуда с резным и расписным узором. Впоследствии изготовлялись разнообразные сосуды — миски, чашки, маслобойки, кувшины, хумы. Гончары из Сулевкент снабжали своей продукцией не только близлежащие населённые пункты такие как: Кубачи, Амузги, Ицари, Харбук, Уркарах, Кала-Корейш, Дибгалик, но и более отдаленные населённые пункты Дагестана. С XIX в. сулевкентские гончары-отходники работали в ряде селений и городов Чечено-Ингушетии, Кабардино-Балкарии, Северной Осетии и других регионов Северного Кавказа.